# Jeffrey Beecher
Jeffrey Beecher (* 1982) ist ein US-amerikanischer Kontrabassist.
Beecher studierte in New York an der Manhattan School of Music und der Juilliard School of Music und vervollkommnete seine Ausbildung.am Curtis Institute of Music bei Harold Robinson und Edgar Meyer. Er spielte als Solokontrabassist in bedeutenden Orchestern, wie dem Philadelphia Orchestra, dem Philadelphia Chamber Orchestra, dem Minnesota Orchestra, dem Detroit Symphony Orchestra, dem Concertgebouw-Orchester und dem Orchestra of St. Luke’s und trat als Kammermusiker u. a. in der Weill Recital Hall, der Zankel Hall, bei der Chamber Music Society des Lincoln Center und der Merkin Concert Hall sowie regelmäßig beim Marlboro Music Festival auf.
Weiterhin ist Beecher festes Mitglied von Yo-Yo Mas Silk Road Ensemble. Mit diesem trat er u. a. in den USA und Europa, in Japan, Korea, Taiwan, Singapur, Indien und Ägypten, im Iran, in Syria, Aserbaidschan, Israel und Malaysia auf. Er wirkte am Album Off the Map des Ensembles mit und nahm als dessen Mentor an den Weill Institute Professional Training Workshops in der Carnegie Hall teil. Außerdem unterrichtete er in Meisterklassen an der Harvard University, der Rhode Island School of Design, der Northwestern University und der University of California.
Für den PBS komponiert und produziert Beecher die Musik zu der Fernsehshow Travels to the Edge with Art Wolfe. Er lebt in Toronto und ist dort Solokontrabassist des Toronto Symphony Orchestra und Lehrer für Kontrabass am Royal Conservatory of Music und an der University of Toronto. Beecher spielt einen Kontrabass von Giovanni Battista Rogeri (1690) sowie einen französischen Kontrabass von Jean-Baptiste Vuillaume (1850).